# Сухиндол (община)
община Сухиндол (болг. община Сухиндол) — община в області Великотирново, Болгарія. Населення становить 2 739 осіб (за переписом, на 1 лютого 2011 р.). Адміністративний центр общини — місто Сухиндол.